# Conventum Arena

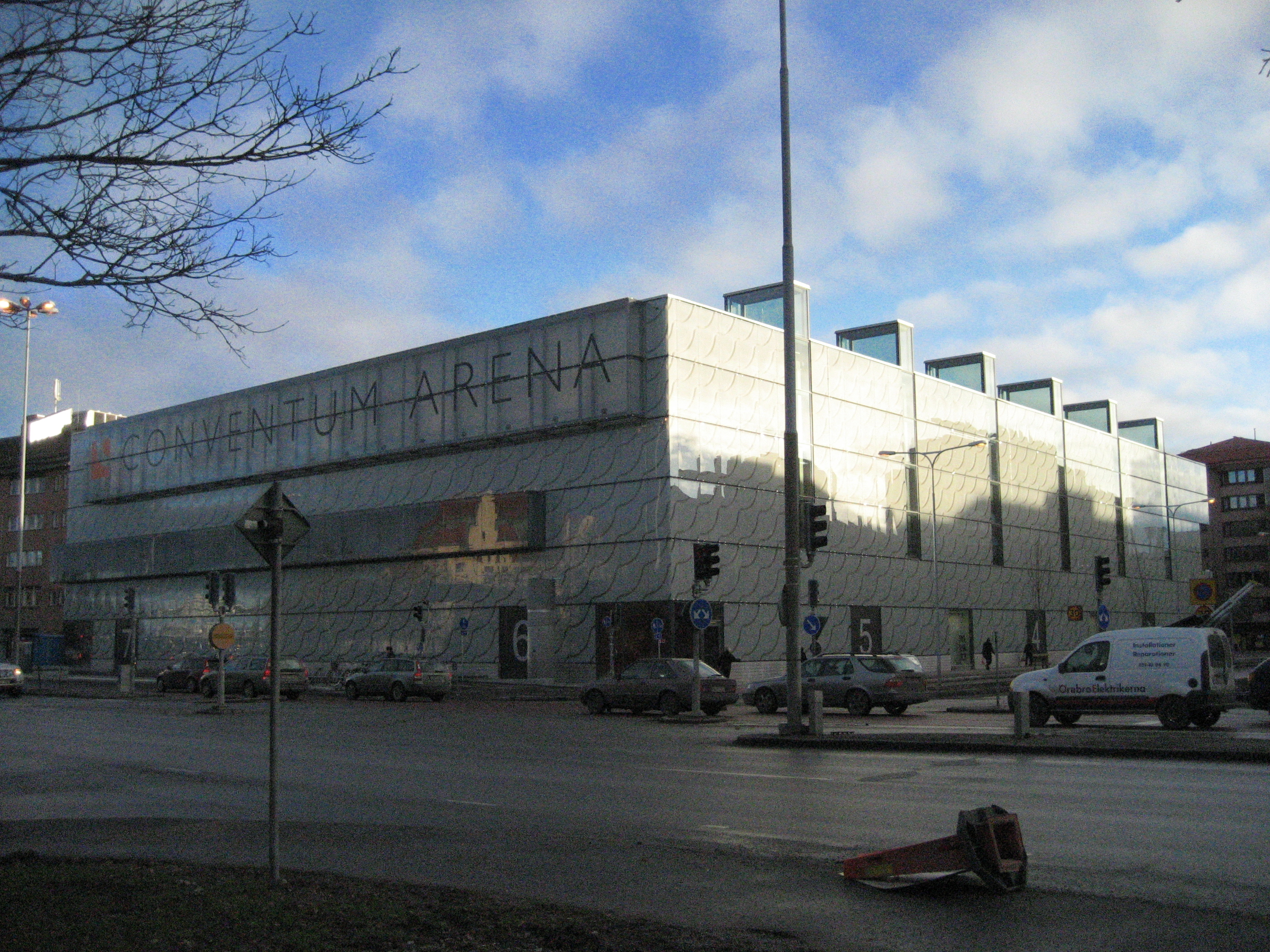
Conventum Arena

Conventum Arena är en 4800 kvadratmeter stor multiarena för möten, mässor, festmiddagar och nöjesarrangemang i centrala Örebro. Beslutet om en ny mässhall i staden togs omkring 2005 och första spadtaget togs i januari 2007. Anläggningen stod färdig i mars 2008 och uppfördes i korsningen Ängatan /Östra Bangatan mellan Södra station och Scandic Grand Hotel. Arenans rena golvyta är 3800 kvm och det finns inga pelare eller möblering i Arenan. Takhöjden är 15 meter och vatten, el och data sitter i taket och hissas ner vid behov. Arenan är även utrustad med två portabla läktarsektioner med kapacitet för 380 p per läktare. I arenan finns en stor balkong på 500 kvm och en magnifik, bred ektrappa. Conventum Arena rymmer 3000 personer sittande, 2500 bankett eller 6000 personer stående. 
Conventum ägs av Kongrexum AB och det är Örebroporten Fastigheter AB som äger fastigheterna
Arenan stod värd för Andra Chansen under Melodifestivalen 2010 och för den fjärde deltävlingen av Melodifestivalen 2015 .